# Sergej Korsakov (kosmonaut)
Sergej Vladimirovič Korsakov (rusky Сергей Владимирович Корсаков; * 1. září 1984 Frunze, Kyrgyzská SSR, nyní Biškek, Kyrgyzská republika) je ruský kosmonaut, 581. člověk ve vesmíru. Členem oddílu kosmonautů agentury Roskosmos se stal v roce 2012 a k prvnímu letu se vydal o 10 let později jako člen půlroční Expedice 67 na Mezinárodní vesmírné stanici.

## Vzdělání a manažerská kariéra
Po maturitě na kimerském gymnáziu v Tverské oblasti studoval na Baumanově státní technické univerzitě v Moskvě,na které v roce 2006 získal diplom v oboru raketové techniky. Poté pokračoval ve stejném oboru postgraduálním studiem a získal také druhý vysokoškolský titul v oboru „řízení organizace“.
Před vstupem do oddílu kosmonautů pracoval jako generální ředitel společnosti Capital Group LLC.

## Kosmonaut
V roce 2012 se zúčastnil první otevřené soutěže pro výběr ruských kosmonautů a byl 8. října 2012 rozhodnutím Meziresortní komise přijat mezi 9 uchazečů k všeobecnému kosmickému výcviku. Po jeho ukončení mu byla 16. června 2014 rozhodnutím Meziresortní kvalifikační komise udělena kvalifikace „zkušební kosmonaut“ a 15. července téhož roku byl zkušebním kosmonautem jmenován.
V listopadu 2020 bylo oznámeno, že Korsakov poprvé poletí do vesmíru v dubnu 2021 v Sojuzu MS-18. V rámci dohod o spolupráci mezi Roskosmosem a NASA však byl později nahrazen Američanem Markem Vande Hei. V březnu 2021 prohlásil vedoucí Střediska přípravy kosmonautů Pavel Vlasov, že Korsakov by mohl být prvním Rusem, který poletí na ISS na americké lodi Crew Dragon nebo jiné komerční kosmické lodi.
Namísto toho však Roskosmos v květnu 2021 oznámil Korsakovovo zařazení do hlavní posádky Sojuzu MS-21. Start se uskutečnil podle plánu 18. března 2022 a Korsakov spolu dalším nováčkem Denisem Matvějevem a zkušeným velitelem Olegem Artěmjevem po třech hodinách letu dorazili na ISS, kde vytvořili ruskou část nové dlouhodobé Expedice 67. Svůj pobyt na stanici ukončili 29. září 2022 a téhož dne přistáli v Kazachstánu po 194 dnech, 19 hodinách a 2 minutách letu.